# Taipé Chinês nos Jogos Olímpicos de Inverno de 2014
O Taipé Chinês participou dos Jogos Olímpicos de Inverno de 2014, realizados na cidade de Sóchi, na Rússia. Foi a undécima aparição do país em Olimpíadas de Inverno, a nona como "Taipé Chinês".

## Desempenho

### Luge
Masculino
| Atleta     | Evento     | Final      | Final      | Final      | Final      | Final    | Final |
| Atleta     | Evento     | 1ª corrida | 2ª corrida | 3ª corrida | 4ª corrida | Total    | Pos.  |
| ---------- | ---------- | ---------- | ---------- | ---------- | ---------- | -------- | ----- |
| Lien Te-An | Individual | 1:02.961   | 55.315     | 55.287     | 54.528     | 3:48.091 | 39º   |

### Patinação de velocidade
Masculino
| Atleta          | Evento      | Corrida 1 | Corrida 1 | Corrida 2 | Corrida 2 | Final   | Final |
| Atleta          | Evento      | Tempo     | Pos.      | Tempo     | Pos.      | Tempo   | Pos.  |
| --------------- | ----------- | --------- | --------- | --------- | --------- | ------- | ----- |
| Sung Ching-Yang | 500 metros  | 35.732    | 31º       | 35.63     | 33º       | 71.36   | 33º   |
| Sung Ching-Yang | 1000 metros |           |           |           |           | 1:13.79 | 40º   |

### Patinação de velocidade em pista curta
Masculino
| Atleta              | Evento      | Preliminar | Preliminar | Quartas     | Quartas     | Semifinal   | Semifinal   | Final       | Final       |
| Atleta              | Evento      | Tempo      | Pos.       | Tempo       | Pos.        | Tempo       | Pos.        | Tempo       | Pos.        |
| ------------------- | ----------- | ---------- | ---------- | ----------- | ----------- | ----------- | ----------- | ----------- | ----------- |
| Mackenzie Blackburn | 500 metros  | 42.337     | 3º         | Não avançou | Não avançou | Não avançou | Não avançou | Não avançou | Não avançou |
| Mackenzie Blackburn | 1000 metros | 1:26.814   | 3º         | Não avançou | Não avançou | Não avançou | Não avançou | Não avançou | Não avançou |

Legenda
| Recorde mundial      | Recorde mundial (World record)               |                       | Recorde africano                      | Recorde africano (African) |                                           | Q | Classificado por posição (Qualified) |
| Recorde olímpico     | Recorde olímpico (Olympic record)            | Recorde da América    | Recorde da América (Americas)         | q                          | Classificado por melhor tempo (Qualified) |   |                                      |
| Melhor marca do ano  | Melhor marca do ano (World leading)          | Recorde asiático      | Recorde asiático (Asian)              | DNS                        | Não largou (Did not start)                |   |                                      |
| Recorde nacional     | Recorde nacional (National record)           | Recorde europeu       | Recorde europeu (European)            | DNF                        | Não terminou (Did not finish)             |   |                                      |
| Recorde pessoal      | Recorde pessoal do atleta (Personal best)    | Recorde da Oceania    | Recorde da Oceania (Oceania)          | DSQ / DQ                   | Desclassificado (Disqualified)            |   |                                      |
| Recorde da temporada | Recorde da temporada do atleta (Season best) | Recorde sul-americano | Recorde sul-americano (South America) | NM                         | Sem marca (No mark)                       |   |                                      |